# Władysław III Warneńczyk

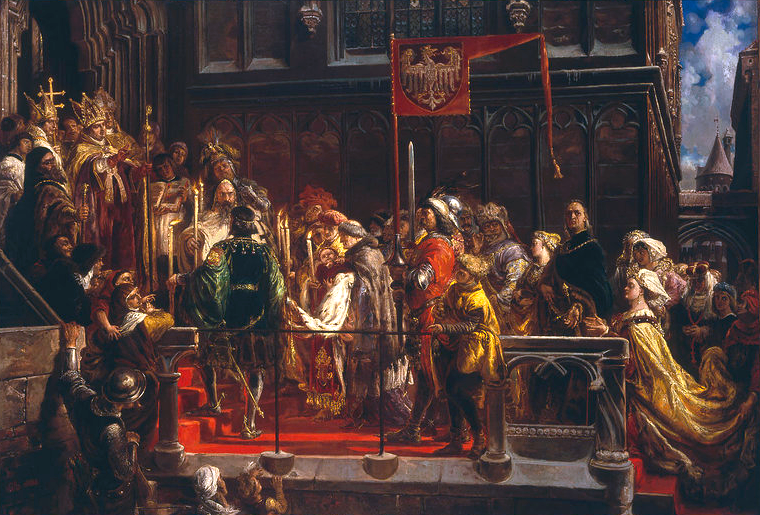
Chrzest Władysława Warneńczyka w 1425 roku na obrazie Jana Matejki

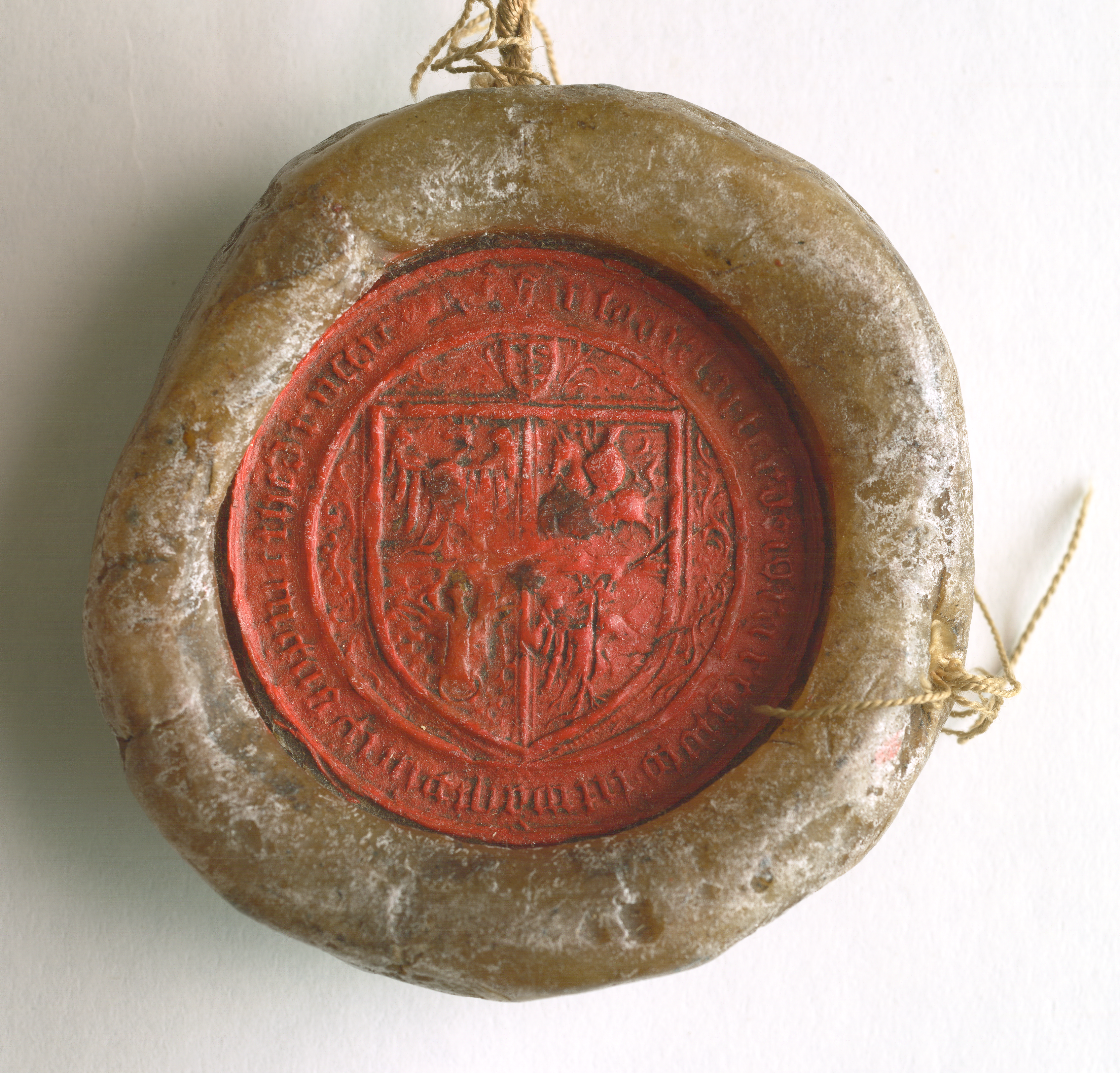
Pieczęć woskowa Władysława Warneńczyka, króla węgierskiego i polskiego (miejsce przechowywania: AGAD).

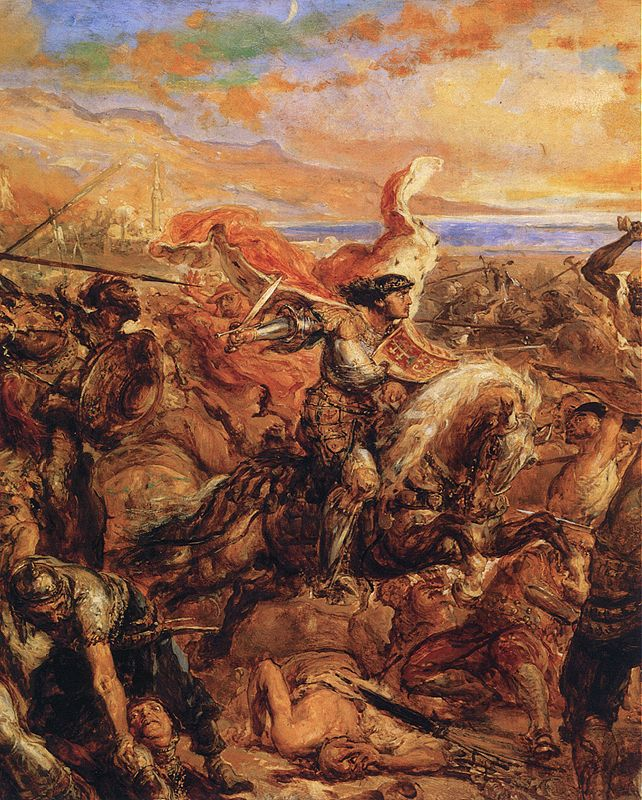
Władysław podczas bitwy pod Warną, obraz Jana Matejki

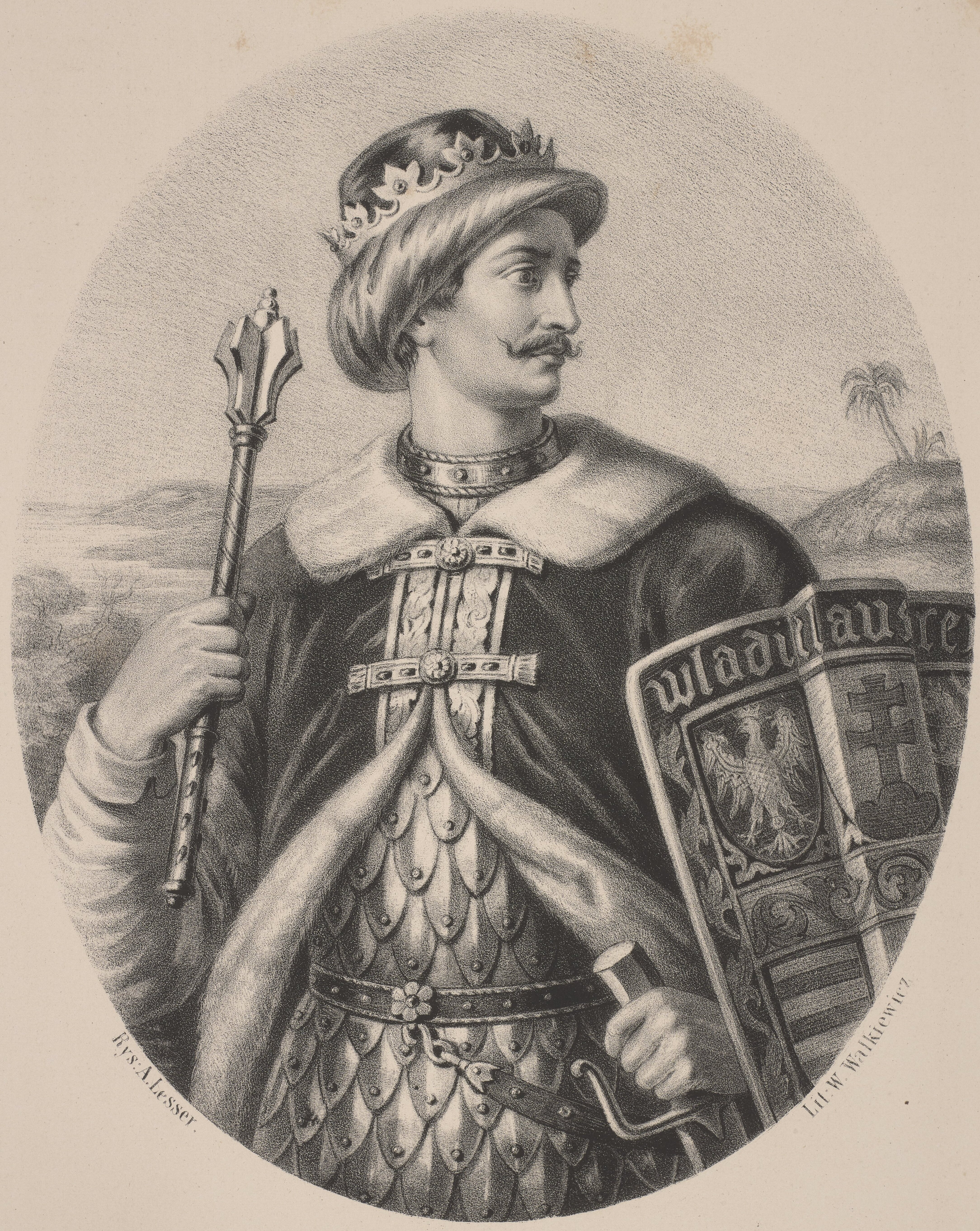
Władysław Warneńczyk z wizerunków królów polskich autorstwa Aleksandra Lessera z XIX w.

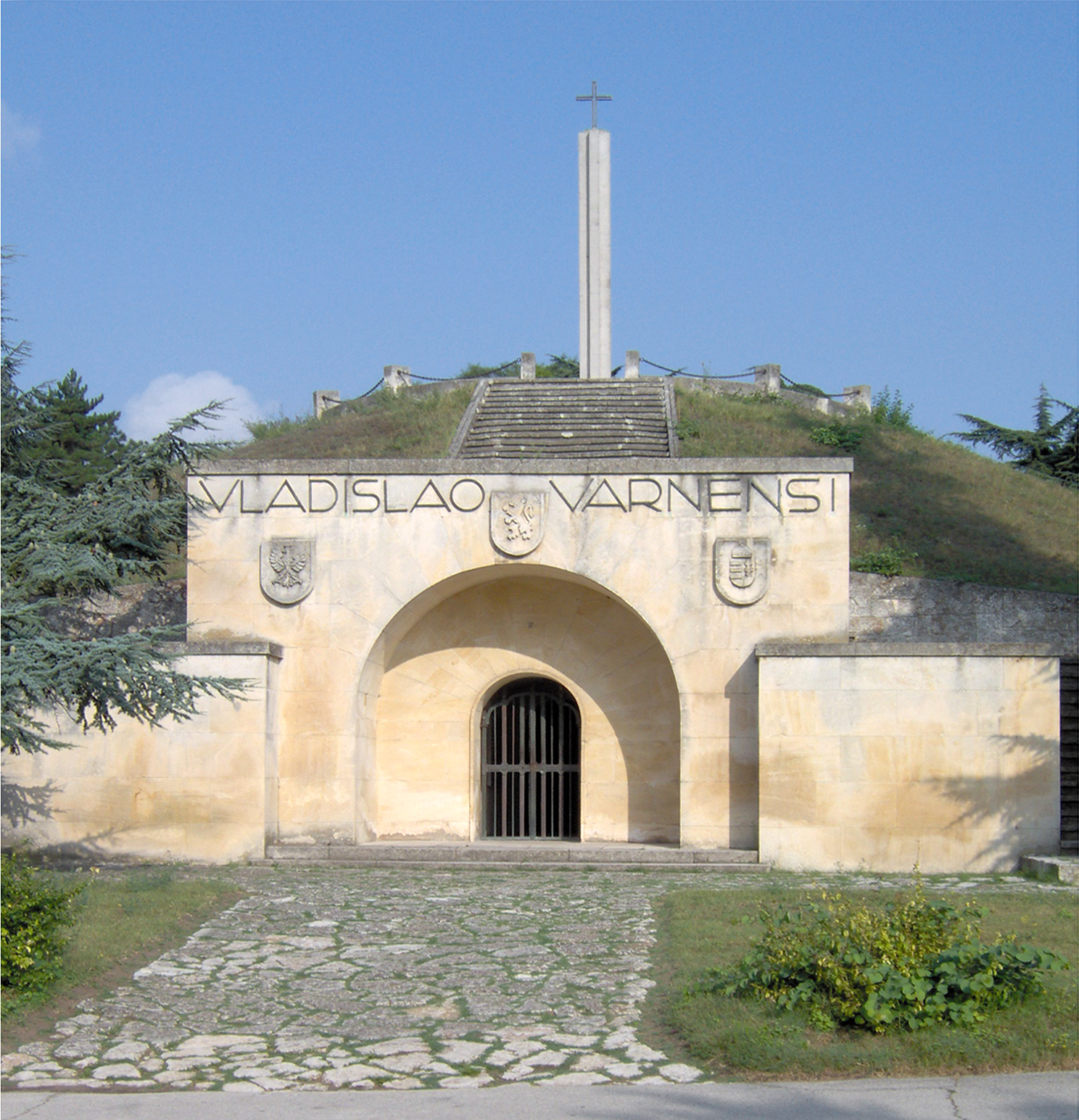
Pomnik–mauzoleum Władysława Warneńczyka na polu bitwy pod Warną

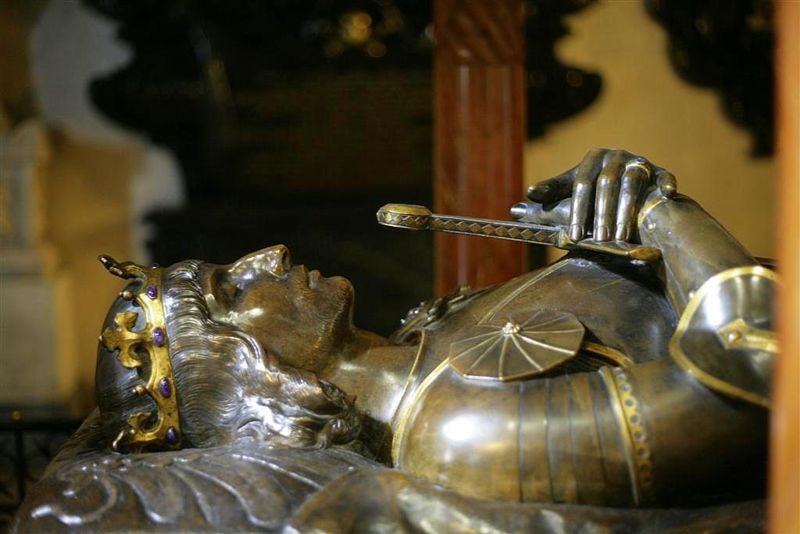
Cenotaf Władysława Warneńczyka w katedrze na Wawelu

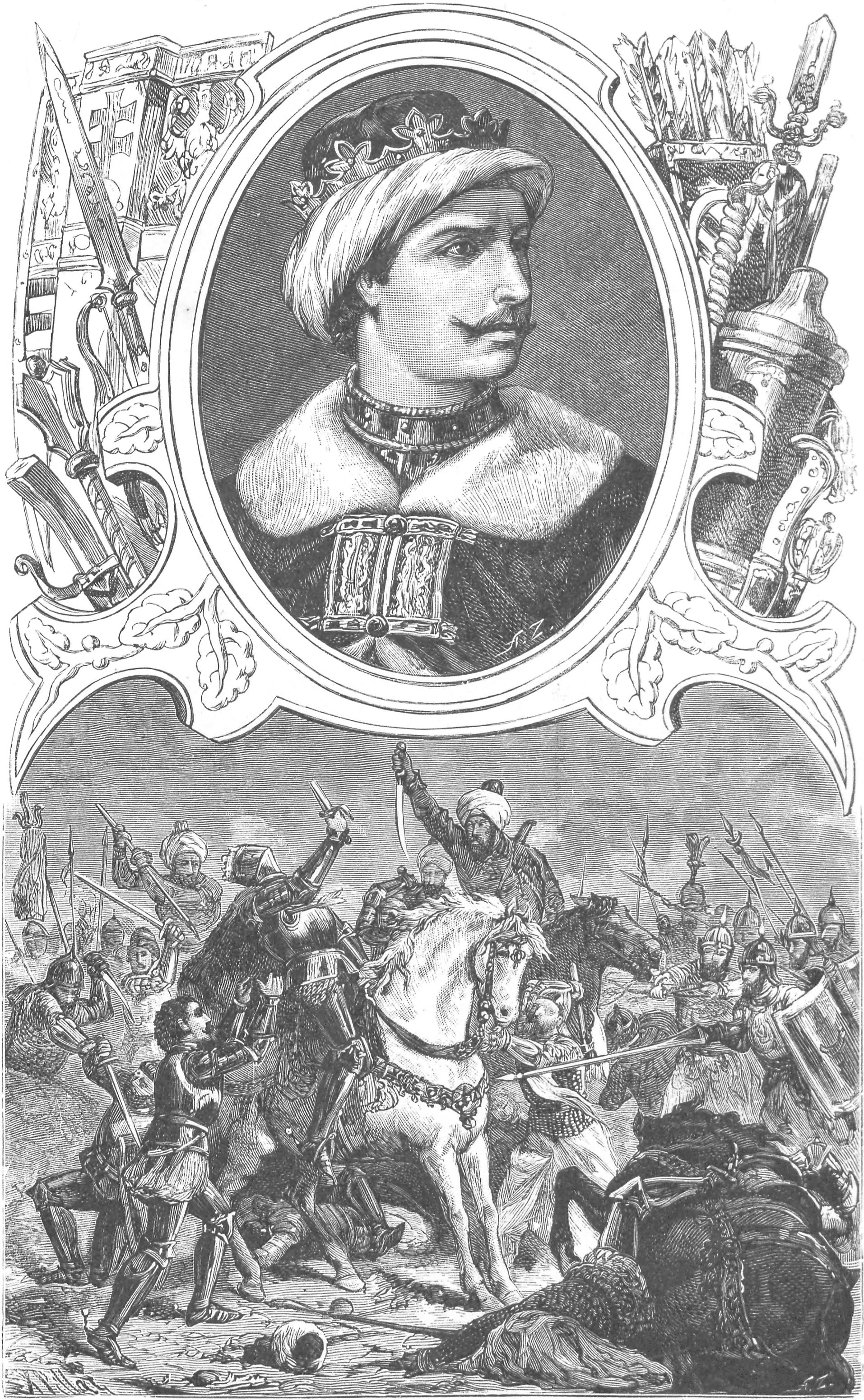
Władysław Warneńczyk w cyklu Wizerunki książąt i królów polskich Ksawerego Pillatiego z 1888.

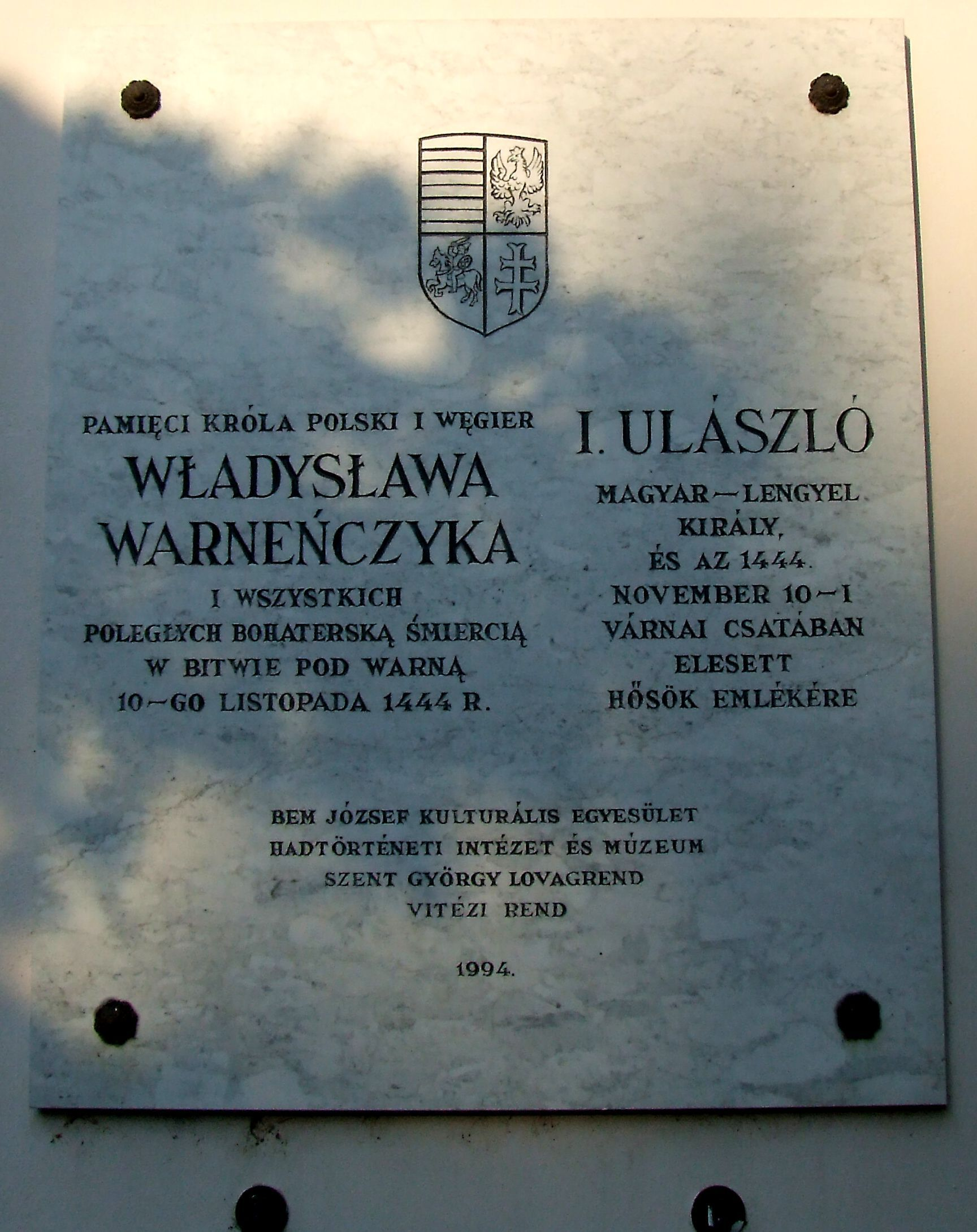
Tablica pamiątkowa na zamku w Budzie

Władysław III Warneńczyk (ur. 31 października 1424 w Krakowie, zm. 10 listopada 1444 pod Warną) – król Polski, król Węgier jako Władysław I (I. Ulászló) od 1440, starszy syn Władysława Jagiełły i Zofii Holszańskiej. Władysław formalnie tytułował się najwyższym księciem litewskim.

## Tytuł królewski
Wladislaus, Dei gracia rex Polonie, Hungarie, Dalmacie, Croacie, Rascie, Bulgarie, Sclavonie, nec non terrarum Cracovie, Sandomirie, Lancicie, Syradie, Cuyavie, Lythuanie princeps suppremus, Pomeranie, Russieque dominus et heres etc.
Tłumaczenie: Władysław z Bożej Łaski król Polski, Węgier, Dalmacji, Chorwacji, Raszki, Bułgarii, Slawonii, ziemi krakowskiej, sandomierskiej, łęczyckiej, sieradzkiej, Kujaw, najwyższy książę Litwy, pan i dziedzic Pomorza i Rusi itd.
Aż do XIX wieku Władysław III powszechnie nazywany był Władysławem Jagiellończykiem.

## Rządy Rady Opiekuńczej
Po śmierci Władysława II Jagiełły (1386–1434), królem został jego najstarszy syn Władysław III. Mimo poważnego oporu możnych, którzy ujawnili swoje obiekcje w czasie zjazdu w Opatowie, biskup krakowski Zbigniew Oleśnicki przeforsował jego kandydaturę i w dniu 25 lipca 1434 roku Władysław został w katedrze wawelskiej koronowany na króla Polski przez prymasa Polski Wojciecha Jastrzębca. Ponieważ w chwili wstąpienia na tron Władysław miał zaledwie 10 lat, przez kilka lat w jego imieniu rządy sprawowała Rada Opiekuńcza i regent, którym był kardynał Zbigniew Oleśnicki. Biskup szybko zajął dominującą pozycję w Radzie Opiekuńczej i to on faktycznie w latach małoletnich króla decydował o polityce wewnętrznej i zagranicznej, co wzbudzało sprzeciw niektórych możnych związanych z kręgiem królowej wdowy Zofii Holszańskiej.
W momencie wstąpienia Władysława na tron toczyła się wojna polsko-krzyżacka, którą zakończył w 1435 pokój w Brześciu Kujawskim.
Po śmierci cesarza Zygmunta Luksemburskiego w 1437 roku biskup Oleśnicki rozpoczął rokowania z jego dziedzicem, królem czeskim Albrechtem II Habsburgiem, w celu zapewnienia Władysławowi sukcesji na Węgrzech. W tym czasie prohusycka opozycja czeska, która nie uznawała Albrechta za swojego króla, zaproponowała Oleśnickiemu żeby Władysław objął tron czeski. Biskup Oleśnicki, wrogo nastawiony do ruchu husyckiego, odmówił, co doprowadziło do konfrontacji ze skupioną wokół królowej Zofii Holszańskiej opozycją zwalczającą Oleśnickiego. Wobec tego w 1438 roku Czesi, kierowani przez arcybiskupa Jana z Rokycan, w kwietniu 1438 przeprowadzili elekcję w Kutnej Horze i wybrali na króla Kazimierza Jagiellończyka, brata króla Władysława III. Albrecht jednak zajął Pragę i w czerwcu koronował się na króla. Główny 5-tysięczny korpus polski pod dowództwem Sędziwoja Ostroroga i Jana Tęczyńskiego, razem z 7 tysiącami czeskich sojuszników, zdobył kilka miast i podszedł pod Pragę. Wkrótce jednak musiał wycofać się pod naporem liczących 21 tysięcy żołnierzy sił Albrechta Habsburga do husyckiej twierdzy Tabor, pod którym Habsburg pojawił się 11 sierpnia. Oblężenie nie zmieniło sytuacji i po dwóch potyczkach zwinięto je 15 września. Sytuację zmieniła 23 września klęska w bitwie pod Żelenicami, jaką poniosła licząca 4 tysiące żołnierzy armia husycka w starciu z liczącymi 7-8 tysięcy żołnierzy wojskami Fryderyka saskiego pod dowództwem Jakubka z Wrzesowic.
Władysław III chcąc wzmocnić armię operującą w Czechach, 20 września 1438 roku wraz z małopolskim pospolitym ruszeniem zajął Opolszczyznę i podporządkował sobie kilku książąt górnośląskich, a następnie idąc przez Strzelce Opolskie i Racibórz 25 października stanął w Nowej Cerekwi koło Opawy, jednak po naradzie z Janem Tęczyńskim zawrócił do Królestwa Polskiego. W tym czasie wielkopolskie pospolite ruszenie zniszczyło Milicz i obsadziło Brzeg. 10 lutego 1439 roku w Namysłowie doszło do zawieszenia broni.
W 1439 roku w Nowym Mieście Korczynie zawiązała się konfederacja pod dowództwem Spytka z Melsztyna, możnowładcy z Małopolski. Dążyła ona do zmarginalizowania wpływów Zbigniewa Oleśnickiego, któremu konfederaci zarzucali ograniczanie dostępu do urzędów. Wojna domowa została zakończona dzięki zdecydowanej postawie biskupa Oleśnickiego i porozumieniu z królową Zofią, która zgodziła się na kompromis i wycofała poparcie dla Spytka. Opuszczone przez stronników królowej wojska konfederatów zostały pokonane w bitwie pod Grotnikami, a Spytko, odnosząc śmiertelne rany, zginął.
W tym samym roku (27 października) zmarł Albrecht Habsburg co zwolniło trony Węgier i Czech.

## Król Węgier
Pomimo że wdowa po Albrechcie była w ciąży, w 1440 r. Władysław III został wybrany przez sejm węgierski na króla Węgier, liczących na pomoc Polski w obronie przed zagrażającym im bezpośrednio pochodem islamskiej Turcji. W tym samym roku Władysław opuścił Polskę i wyruszył na Węgry, gdzie został koronowany 17 lipca w katedrze w Białogrodzie Królewskim. W Polsce nieobecnego króla zastąpili dwaj namiestnicy, którzy wkrótce popadli w konflikt, co sprawiło, że państwu groził poważny kryzys.
W związku z tym, że Elżbieta – wdowa po zmarłym władcy czeskim i węgierskim, Albrechcie II urodziła syna Władysława Pogrobowca, którego chciała osadzić na tronie, pomiędzy jej stronnictwem a stronnictwem Władysława Warneńczyka rozgorzała dwuletnia wojna domowa. Elżbieta zbiegła do Austrii, a na obrońcę praw swojego syna wyznaczyła Jana Jiskrę, który na czele 5 tys. wojsk opanował północną i zachodnią część dzisiejszej Słowacji, w tym Spisz i Bańską Bystrzycę. W grudniu 1440 roku wojska Władysława odniosły zwycięstwo pod Bátaszék, a w lutym 1441 r. zdobyły Ostrzyhom. W tym samym miesiącu Jiskra rozbił siły królewskie pod Koszycami. 19 sierpnia Władysław zawarł ugodę z panującymi w Słowenii Fryderykiem Cilly i Ulrykiem Cilly – dotychczasowymi stronnikami Elżbiety. Jesienią 1441 roku wojskom królewskim nie udało się zdobyć Koszyc, a dodatkowo 15 października wojska Elżbiety zdobyły Kieżmark. Z kolei oddziałom królewskim udało się obronić Tyrnawę. Wojna kończy się 15 grudnia 1442 roku układem pokojowym w Győr. W zamian za uznanie Władysława III jako króla Węgier, miałby on poślubić Elżbietę i ogłosić Władysława Pogrobowca swoim dziedzicem, jako króla Węgier. Zwaśnione strony pogodził papież Eugeniusz IV, który przedstawił Władysławowi III plan powstrzymania potęgi tureckiej.

## Wojna z Turcją
Przygotowując się do wojny król Władysław zaczął na wielką skalę zastawiać dobra królewskie i zadłużać się u możnych. Po zgromadzeniu odpowiednich środków w październiku 1443 roku rozpoczął zbrojną wyprawę przeciwko Turcji. Do pierwszego poważnego starcia doszło 3 listopada 1443 roku pod Aleksinacem, gdzie Władysław odniósł zwycięstwo. 1 grudnia 1443 roku Władysław III zajął i spalił Sofię, a 12 grudnia rozbił siły tureckie pod Zlatnicą. Po braku powodzenia w przełamaniu tureckich pozycji obronnych pod Zlatnicą w dniu 15 grudnia, następnego dnia wojska chrześcijańskie rozpoczęły odwrót w kierunku Melstnicy, gdzie 24 grudnia odniosły kolejne zwycięstwo nad wrogiem. W dniu 2 stycznia Władysław III pokonał wojska tureckie w wąwozie Kunowica. Kampania ta doprowadziła do podpisania 12 czerwca 1444 roku 10-letniego rozejmu w Segedynie, w którym sułtan Murad II zobowiązał się do opuszczenia Serbii oraz wydania Węgrom i Serbom 24 zamków naddunajskich.
Mimo to król 4 sierpnia zerwał rozejm, głównie za namową legata papieskiego Juliana Cesariniego (obiecał on pomoc floty burgundzkiej i weneckiej), po czym we wrześniu poprowadził w kierunku tureckiego Edirne źle przygotowaną krucjatę chrześcijańską, złożoną z ok. 25 tys. wojsk węgiersko-polsko-wołoskich. W tym samym miesiącu Władysław zdobył Widyń, w październiku Szumen, a 6 listopada Prowadiję. Jednak wojska tureckie, dowodzone przez sułtana Murada, przeprawiły się przez Bosfor, z Anatolii na europejski brzeg (wg jednych historyków stało się to dlatego, że flota chrześcijan była zbyt słaba, a może też skutek działań Wenecjan, którzy za opłatą przewozili Turków przez cieśninę, inni uważają, że Osmanom pomogli prawdopodobnie Genueńczycy, odwieczni rywale Wenecjan). Na wiadomość o tym oraz o przewadze liczebnej wroga, Władysław III postanowił zawrócić, jednak jego armia została zablokowana przez Turków i doszło do bitwy pod Warną nad Morzem Czarnym, która skończyła się klęską armii sojuszniczej i śmiercią Władysława III 10 listopada.
Według niektórych relacji, głowę polskiego króla sułtan turecki przechowywał potem, jako trofeum wojenne, w garnku z miodem przez wiele lat. Nigdy nie odnaleziono ciała monarchy, dlatego szerzyły się opowieści o jego cudownym ocaleniu.
Władysław III nie był żonaty oraz nie miał dzieci.

## Okres po śmierci króla
Po trzyletnim bezkrólewiu po śmierci Władysława Warneńczyka koronę królewską przejął jego młodszy brat, wielki książę litewski Kazimierz Jagiellończyk (1447–1492). Długi okres oczekiwania Kazimierza z koronacją wynikał z konfliktu pomiędzy wielkim księciem i polskimi możnowładcami o układ sił politycznych w państwie a pretekstem do oddalania rozstrzygnięć i koronacji były utrzymujące się pogłoski o przeżyciu przez Władysława bitwy, teoria ta była popularna wśród mieszkańców różnych państw przez długi okres po śmierci króla, a wynikała z tego, że nigdy nie odnaleziono ciała Władysława. Dało to podstawę do licznych wersji historii, mówiących o ucieczce króla, który chciał odpokutować zerwanie przez siebie 10-letniego zawieszenia broni, wynegocjowanego z Turkami w Segedynie. Istnieją różne legendy, mówiące o przebywaniu Warneńczyka w różnych miejscach Europy, m.in. w Santiago de Compostela czy na Maderze. Istnieli także oszuści podający się za zmarłego króla, jak na przykład Jan z Wilczyny. Obecnie większość historyków odrzuca możliwość przeżycia przez króla bitwy, powołując się na zapis Chodży Effendiego o przesłaniu sułtanowi odciętej głowy królewskiej. Oto śmierć króla zgodnie z tą relacją:
janczar imieniem Kodża Chazer dzielnym natarciem ranił mu konia, zwalił na ziemię wychowańca piekła, uciął nikczemną głowę i, przynosząc ją padyszachowi, pochwały, względy i hojną nagrodę osiągnął. Głowa nieszczęsnego króla posłaną została do Brussy, przedtem stolicy państwa, aby na widok pospolitego ludu była tam wystawiona. Dla zachowania od zepsucia w miodzie była zatopiona.

## Hipotezy na temat dalszych losów króla
Po klęsce pod Warną Europa nie chciała uwierzyć w śmierć Władysława. Wysłano między innymi wysłannika z Wenecji, któremu w Stambule okazano zakonserwowaną głowę męską. Miała ona jednak jasne kędziory, a król był ciemnowłosy. Mimo poszukiwań, ciała króla nie odnaleziono.
Legenda portugalska głosi, iż król przeżył bitwę pod Warną, by następnie pod mianem Henrique Alemão (Henryk Niemiec, zwany także O Principe Polaco – Książę Polak) – rycerza św. Katarzyny z góry Synaj – osiąść w posiadłości Madalena do Mar na portugalskiej Maderze, którą miał mu podarować książę Henryk Żeglarz. Tam miał się ożenić, doczekać syna i zginąć na morzu w wieku ponad 40 lat. Rozwinięciem tej legendy jest twierdzenie, że jego syn, którego miał z zaślubioną na Maderze szlachcianką Eanes João dos Reis Gomes, to Krzysztof Kolumb.

## Pamięć o królu Polski
Z okazji urodzin królewicza Władysława w 1424 powstała łacińska pieśń pochwalna Nitor inclite claredinis, zachowana wraz z zapisem nutowym w rękopisie Kras 52. Po śmierci króla powstało wiele utworów o bitwie pod Warną. Część z nich ugruntowywało pogłoski o rzekomym cudownym ocaleniu króla i jego przyszłym powrocie, inne wychwalały jego bohaterską śmierć.
W 1935 powstał w Warnie pomnik–mauzoleum (właściwie cenotaf) Władysława Warneńczyka, wzniesiony na jednym z kurhanów ponad polem warneńskiej bitwy.
Na jego cześć nazwę nosił (nieistniejący już) jeden z bułgarskich klubów piłkarskich, Władysław Warna, będącym pierwszym zdobywcą tytułu mistrza Bułgarii.
Jego imieniem została także nazwana jedna z głównych ulic w Warnie – Bulwar Władysława Warneńczyka. W 1910 położona na polu bitwy pod Warną dzielnica północno-zachodniej Warny została na cześć króla nazwana Władysław Warneńczyk (bułg. Владислав Варненчик), potocznie Władysławowo.
W 1992 wyemitowano z jego wizerunkiem polską monetę obiegową o nominale 10 000 zł. Moneta ta została wykonana z miedzioniklu w nakładzie 2 500 000 egzemplarzy, miała średnicę 29,5 mm i wagę 10,8 g, rant ząbkowany. Również w tym samym roku wyemitowano z jego wizerunkiem aż dwie polskie monety kolekcjonerskie o nominale 200 000 zł, obie zostały wykonane ze srebra próby 750, miały średnicę 32 mm i wagę 16,5 g, rant gładki. Różnił je, oprócz podobizny króla, także nakład: jedna była w nakładzie 15 000 egzemplarzy, a druga 5 000 sztuk.

## Genealogia
| Olgierd ur. ok. 1296 zm. maj 1377 | Olgierd ur. ok. 1296 zm. maj 1377 |                                                  |                                                  | Julianna Twerska ur. w lub po 1320 zm. wiosna 1392 | Julianna Twerska ur. w lub po 1320 zm. wiosna 1392 |  |  | Andrzej Holszański | Andrzej Holszański |                                              |                                              | Aleksandra Drucka zm. 1426 | Aleksandra Drucka zm. 1426 |
|                                   |                                   |                                                  |                                                  |                                                    |                                                    |  |  |                    |                    |                                              |                                              |                            |                            |
|                                   |                                   |                                                  |                                                  |                                                    |                                                    |  |  |                    |                    |                                              |                                              |                            |                            |
|                                   |                                   | Władysław II Jagiełło ur. ok. 1362 zm. 1 VI 1434 | Władysław II Jagiełło ur. ok. 1362 zm. 1 VI 1434 |                                                    |                                                    |  |  |                    |                    | Zofia Holszańska ur. ok. 1405 zm. 21 IX 1461 | Zofia Holszańska ur. ok. 1405 zm. 21 IX 1461 |                            |                            |
|                                   |                                   |                                                  |                                                  |                                                    |                                                    |  |  |                    |                    |                                              |                                              |                            |                            |
|                                   |                                   |                                                  |                                                  |                                                    |                                                    |  |  |                    |                    |                                              |                                              |                            |                            |
|                                   |                                   |                                                  |                                                  |                                                    |                                                    |  |  |                    |                    |                                              |                                              |                            |                            |

|  |  |  |  | Władysław III Warneńczyk ur. 31 X 1424 zm. 10 XI 1444 |  |  |  |  |  |
|  |  |  |  |                                                       |  |  |  |  |  |